# 杜长明
杜长明（1902年—1947年），男，四川蒲江人，中国化学工程学家。

## 生平
1918年考人北京清华学校，1926年毕业后赴美国留学。1931年在麻省理工学院秋获得博士学位后，应先期在清华学校和美国麻省理工学院同学丁嗣贤之邀，杜长明回中国在安徽大学任教。1932年赴南京，任中央大学化工系主任，并出任麻省理工学院南京校友会理事。1937年秋，杜长明随中央大学迁往四川重庆。1947年1月28日，所乘飞机在湖北天门县境上空失事。